# Списки ссавців за регіонами
Нижче йде перелік регіональних списків видів ссавців за частинами світу.

## Африка
| - Бурунді - Коморські острови - Джибуті - Еритрея - Ефіопія - Кенія - Мадагаскар - Малаві - Маврикій - Майотта (Фр) - Мозамбік - Південний Судан - Реюньйон (Фр) - Руанда - Сейшельські острови - Сомалі - Судан - Уганда - Танзанія - Замбія - Зімбабве | - Ангола - Камерун - Центрально-Африканська Республіка - Чад - Республіка Конго - Демократична Республіка Конго - Екваторіальна Гвінея - Габон - Сан-Томе і Принсіпі | - Алжир - Єгипет - Лівія - Марокко - Туніс - Західна Сахара | - Ботсвана - Лесото - Намібія - ПАР - Свазіленд | - Бенін - Буркіна-Фасо - Кабо-Верде - Кот-д'Івуар - Гамбія - Гана - Гвінея - Гвінея-Бісау - Ліберія - Малі - Мавританія - Нігер - Нігерія - острів Святої Єлени (Вб) - Сенегал - Сьєрра-Леоне - Того |

## ПівнічнатаПівденнаАмерика
| - Ангілья (Вб) - Антигуа і Барбуда - Аруба (Нд) - Багамські острови - Барбадос - Британські Віргінські острови (Вб) - Кайманові острови (Вб) - Куба - Домініка - Домініканська Республіка - Гренада - Гваделупа (Фр) - Гаїті - Ямайка - Мартиніка (Фр) - Монтсерат (Вб) - Нідерландські Антильські острови (Нд) - Пуерто-Рико (США) - Сен-Бартелемі (Фр) - Сент-Кітс і Невіс - Сент-Люсія - Сен-Мартен (Фр, Нд) - Сент-Вінсент і Гренадини - Тринідад і Тобаго - Острови Теркс і Кайкос (Вб) - Американські Віргінські острови (США) | - Беліз - Коста-Рика - Сальвадор - Гватемала - Гондурас - Нікарагуа - Панама | - Мексика - Бермудські острови (Вб) - Канада - Гренландія (Дн) - Сен-П'єр і Мікелон (Фр) - США | - Аргентина - Болівія - Бразилія - Чилі - Колумбія - Еквадор - Фолклендські острови (Вб) - Французька Гвіана (Фр) - Гаяна - Парагвай - Перу - Суринам - Уругвай - Венесуела |

## Азія
| - Казахстан - Киргизстан - Таджикистан - Туркменістан - Узбекистан | - Китай - Японія - Північна Корея - Південна Корея - Монголія - Тайвань | - Бруней - Камбоджа - Східний Тимор - Індонезія - Лаос - Малайзія - М'янма - Філіппіни - Сінгапур - острови Південно-Китайського моря - Таїланд - В'єтнам | - Афганістан - Бангладеш - Бутан - Архіпелаг Чагос (Вб) - Кокосові (Кілінг) острови (Ав) - Індія - Іран - Мальдіви - Непал - Пакистан - Шрі-Ланка | - Вірменія - Азербайджан - Бахрейн - Кіпр - Грузія - Ірак - Ізраїль - Йорданія - Кувейт - Ліван - Оман - Катар - Саудівська Аравія - Сирія - Туреччина - Об'єднані Арабські Емірати - Ємен |

## Європа
| - Білорусь - Болгарія - Молдова - Польща - Росія - Румунія - Словаччина - Угорщина - Україна - Чехія | - Велика Британія - Данія - Естонія - Ірландія - Ісландія - Латвія - Литва - Норвегія - Фарерські острови (Дн) - Фінляндія - Швеція | - Албанія - Андорра - Боснія та Герцеговина - Ватикан - Гібралтар (Вб) - Греція - Іспанія - Італія - Македонія - Мальта - Португалія - Сан-Марино - Сербія - Словенія - Хорватія - Чорногорія | - Австрія - Бельгія - Ліхтенштейн - Люксембург - Монако - Нідерланди - Німеччина - Франція - Швейцарія |

## Океанія таАнтарктида
| - Австралія - Острови Ашмор і Картьє (Ав) - Острів Різдва (Ав) - Нова Зеландія - Острів Норфолк (Ав) | - Фіджі - Нова Каледонія (Фр) - Північні острови протоки Торреса (Ав) - Папуа-Нова Гвінея - Соломонові Острови - Вануату | - Гуам (США) - Кірибаті - Маршаллові Острови - Федеративні Штати Мікронезії - Науру - Північні Маріанські острови (США) - Палау | - Американське Самоа (США) - Острови Кука (Нова Зеландія) - Острів Пасхи (Чилі) - Французька Полінезія (Фр) - Гаваї (США) - Джонстон (США) - Мідвей (США) - Ніуе (Нова Зеландія) - Піткерн (Вб) - Самоа - Токелау (Нова Зеландія) - Тонга - Тувалу - Острів Вейк (США) - Волліс і Футуна (Фр) | - Антарктида - Острів Буве (Нор) - Британська антарктична територія (Вб) - Французька Південна територія (Фр) - острови Херд і Макдональд (Ав) - Маккуорі (Ав) - Острови Принца Едуарда (Південна Африка) |